# Edward Sarul
Edward Sarul (Polonia, 16 de noviembre de 1958) es un atleta polaco, especializado en la prueba de lanzamiento de peso en la que llegó a ser campeón del mundo en 1983.

## Carrera deportiva
En el Mundial de Helsinki 1983 ganó la medalla de oro en el lanzamiento de peso, alcanzando los 21.39 metros, por delante del alemán Ulf Timmermann (plata con 21.16 metros) y del checoslovaco Remigius Machura (bronce con 20.98 metros).